# Rattus norvegicus
Il ratto delle chiaviche, noto anche come ratto norvegese, ratto grigio, ratto bruno, surmolotto, pantegana o, (variante regionale) pentigana, in alcune varianti regionali viene chiamato zoccola (Rattus norvegicus Berkenhout), è un mammifero roditore della famiglia dei Muridi. È la specie più comune e diffusa di Rattus, presente praticamente in tutto il mondo; in Europa ha soppiantato il preesistente ratto nero (R. rattus) fra la fine del Medioevo e la rivoluzione industriale.

## Distribuzione
A dispetto del nome scientifico, il ratto delle chiaviche proviene dall'Asia, molto probabilmente dalla Cina settentrionale, dalla Mongolia e dalla Siberia sudorientale. Diffusosi anche attraverso i commerci umani, oggi il roditore è presente ovunque sia presente l'uomo, con poche eccezioni (l'Antartide, l'Alberta e alcune riserve speciali in Nuova Zelanda). Sulla base della diffusione, il R. norvegicus viene considerato una delle specie animali di maggior successo.
Se ne conoscono cinque sottospecie, la validità delle quali è stata tuttavia spesso messa in discussione: Rattus norvegicus albinicus, Rattus norvegicus caraco, Rattus norvegicus domesticus, Rattus norvegicus norvegicus e Rattus norvegicus socer. Il nome norvegicus viene fatto risalire al 1769, quando nel libro "Profili della storia naturale della Gran Bretagna" il naturalista John Berkenhout racconta dell'arrivo dei ratti in Inghilterra attraverso navi di provenienza per l'appunto norvegese.
In Italia, la sottospecie nominale è diffusa in tutto il territorio peninsulare, nonché nelle isole maggiori e nella massima parte di quelle minori.
In natura, la specie è associata a fiumi, stagni e in genere a sorgenti permanenti d'acqua anche salmastra, dal livello del mare alla media collina: si tratta tuttavia di una specie spiccatamente antropofila, che predilige ambienti ad antropizzazione forte e permanente, colonizzando le fognature (da cui il nome di "ratto delle chiaviche", in contrapposizione al ratto nero che predilige aree asciutte), le discariche e in generale le zone dove vi è una forte dispersione di cibo e una scarsa igiene.

## Descrizione

### Dimensioni
Può misurare fino 40 cm, di cui poco meno della metà spettano alla coda, per un peso medio di 350 g: alcuni esemplari di eccezionale grandezza raggiungono il chilogrammo di peso, mentre sembrerebbero frutto di invenzioni, o di confusione con altre specie di roditore (come il capibara o il topo muschiato), gli avvistamenti di esemplari ancora più grossi. I maschi sono solitamente più grossi e robusti rispetto alle femmine.

### Aspetto

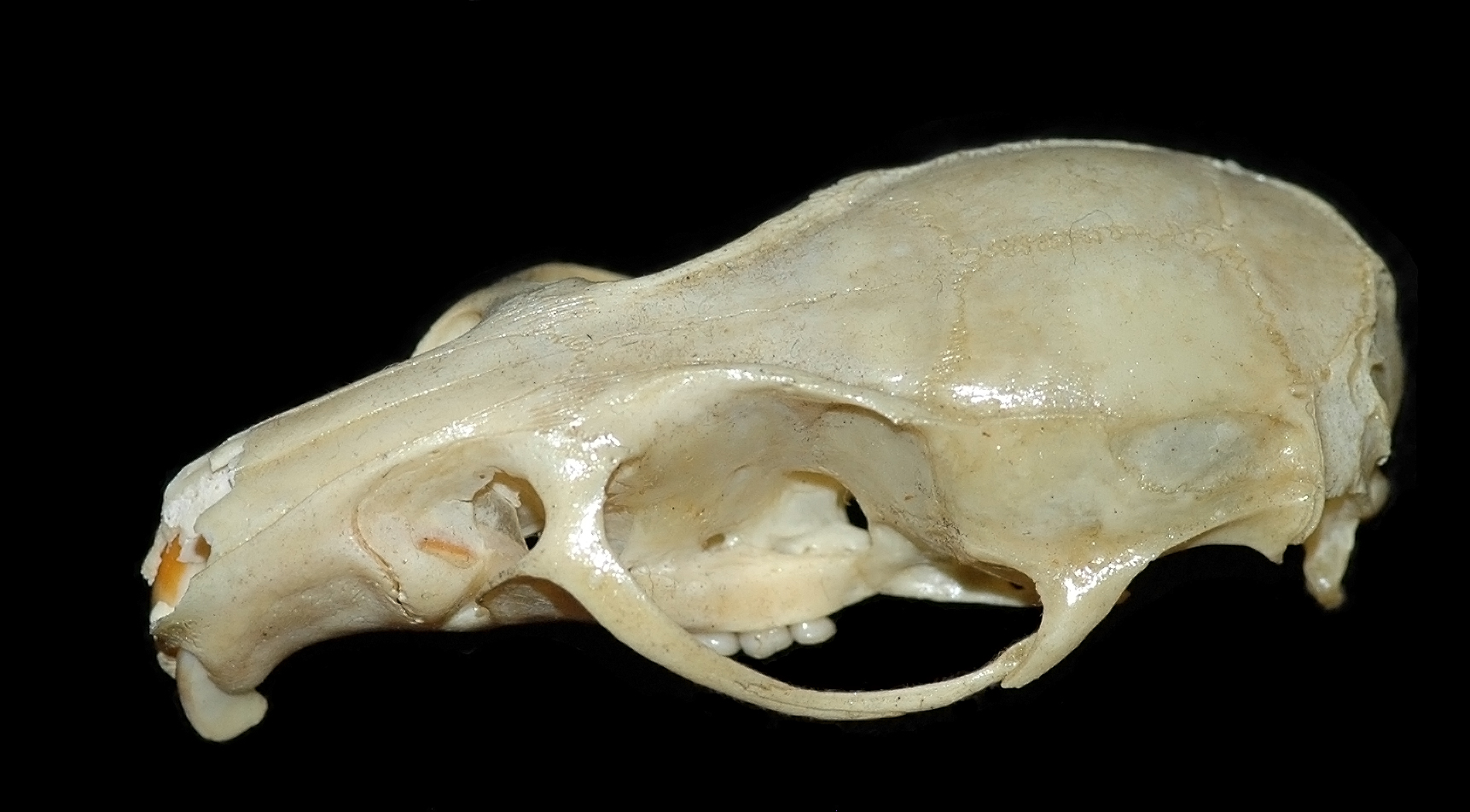
Un cranio di ratto grigio: notare le due creste ossee sulla parte superiore.

Il pelo è corto e ispido e ha un colore che va dal grigiastro al bruno, con brizzolature nere o bianche sul dorso: verso il ventre, il colore tende a divenire man mano più chiaro, fino a sfumare addirittura nel bianco sul basso ventre.

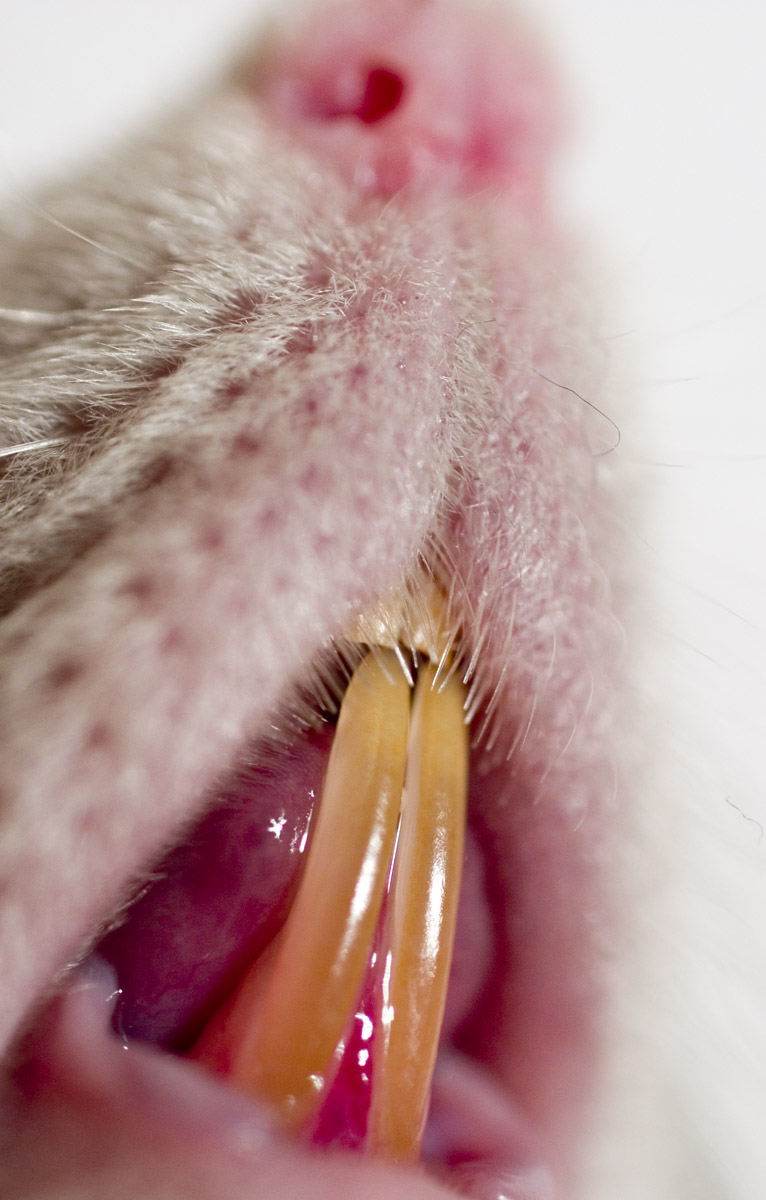
Particolare della bocca di un ratto delle chiaviche: sono messi in evidenza gli aguzzi incisivi.

Il corpo è di forma piriforme, con quarto posteriore arrotondato e testa di forma squadrata, che costituisce la principale differenza dal ratto nero, il quale possiede invece un muso più pronunciato e altre caratteristiche differenti a livello osseo, come la presenza di archi temporali dritti anziché curvi come nel ratto grigio e due creste ossee sulla parte superiore del cranio, assenti invece nel ratto nero. Le zampe sono glabre e di colore grigio-rosato, con le posteriori più lunghe e forti rispetto a quelle anteriori: queste ultime vengono utilizzate per afferrare il cibo e portarlo alla bocca, nella quale trovano sede gli aguzzi incisivi ricoperti da smalto di colore giallastro. Le orecchie hanno forma triangolare e sono più piccole rispetto a quelle dei congeneri, tanto che ripiegandole in avanti esse non arrivano a coprire gli occhi dell'animale, che sono a capocchia di spillo e di colore nero: esse sono ricoperte da una fine peluria e di colore rosato. La coda, anch'essa glabra ma ricoperta di scaglie, è piuttosto larga alla radice ma tende ad assottigliarsi man mano che si procede verso la parte distale: essa presenta colore grigiastro.

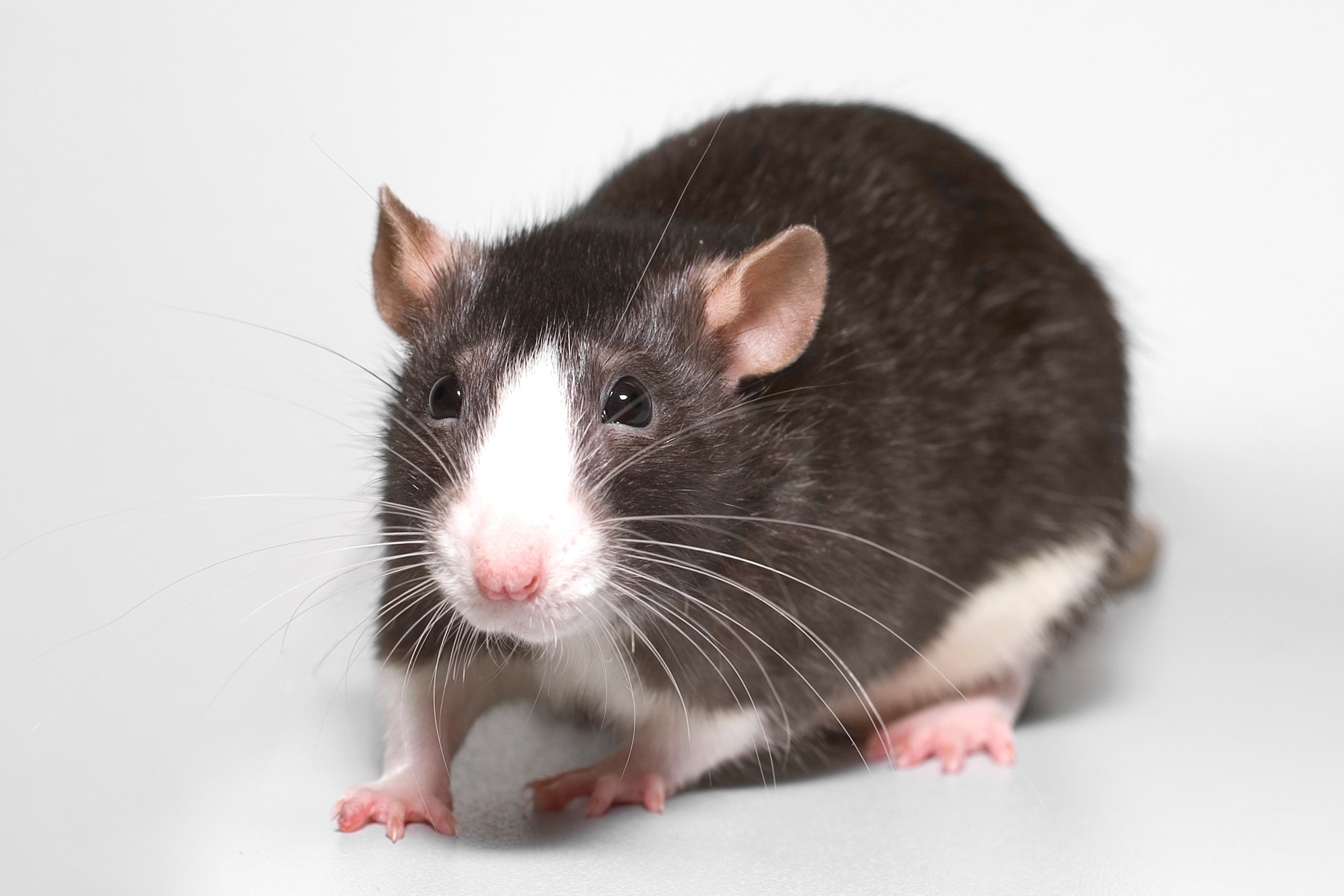
Un fancy rat (ratto da compagnia) "Blazed"

I ratti sono anche impiegati nei laboratori come organismi modello, e talvolta anche come animali da compagnia. I ratti da laboratorio e da compagnia presentano alcune differenze somatiche rispetto ai loro simili selvatici, dovute alla riproduzione selettiva da parte dell'uomo. Per esempio, mentre i ratti selvatici sono quasi sempre di un colore marrone melange, nei laboratori sono largamente impiegati ratti albini, e i ratti di compagnia esibiscono una grande varietà di colorazioni. Alcune varietà di ratto domestico presentano anche altre differenze somatiche rispetto al ratto selvatico, per esempio una diversa forma delle orecchie nella cosiddetta varietà "Dumbo".

## Biologia
Si tratta di animali attivi principalmente durante la notte, mentre durante il giorno essi dormono in nidi posti in un anfratto ampliato scavando con le zampe anteriori e i denti e reso più confortevole con un'imbottitura di erbe, carta, plastica e altro materiale. I nidi sono molto complessi e comprendono numerose camere, alcune elette a magazzini per il cibo, altre a luoghi di riposo e altre ancora a latrine: i ratti spesso fanno lavori di ammodernamento della tana, scavando nuove gallerie e ampliando le camere preesistenti. Quando escono dalle proprie tane per procacciarsi il cibo, spesso i ratti vengono a trovarsi al di fuori del proprio territorio (che sembrerebbe avere un diametro di una cinquantina di metri): in queste occasioni essi fanno affidamento sulla loro memoria, che pare essere assai sviluppata (tanto da essere negli ultimi anni sempre più frutto di studi di psicologia, che hanno dimostrato inoltre che i ratti sono metacognitivi, ossia possiedono la percezione del "sé", caratteristica prima d'ora riscontrata solo in alcuni primati e nei delfini), muovendosi lungo piste memorizzate che portano a sorgenti di cibo. Nonostante il ratto grigio si affidi principalmente alla vista e all'udito per muoversi nel suo ambiente, esso è in grado di trovare la strada anche al buio grazie alle vibrisse, che permettono all'animale di percepire eventuali ostacoli sul proprio cammino anche in assenza di luce.
I ratti vivono perlopiù in gruppi formati da una coppia progenitrice, ossia la prima che si è stabilita in un determinato territorio, e dalla sua numerosa discendenza: nell'ambito di un gruppo, si ha una predominanza dei maschi rispetto alle femmine, e a loro volta i maschi sono subordinati l'uno all'altro in ordine di stazza. I vari membri del gruppo comunicano fra loro principalmente tramite tutta una serie di squittii, che variano a seconda del sesso, dell'età e dello status dell'animale nell'ambito del gruppo, ma si ritiene che anche la postura del corpo e in particolare dei segnali di natura chimica aiutino gli animali a comunicare fra loro: il ratto grigio, infatti, ha un olfatto prodigioso. I ratti, inoltre, sono in grado di percepire gli ultrasuoni e, pur avendo una vista piuttosto debole, sono in grado di percepire alcune frequenze dell'ultravioletto.

### Alimentazione

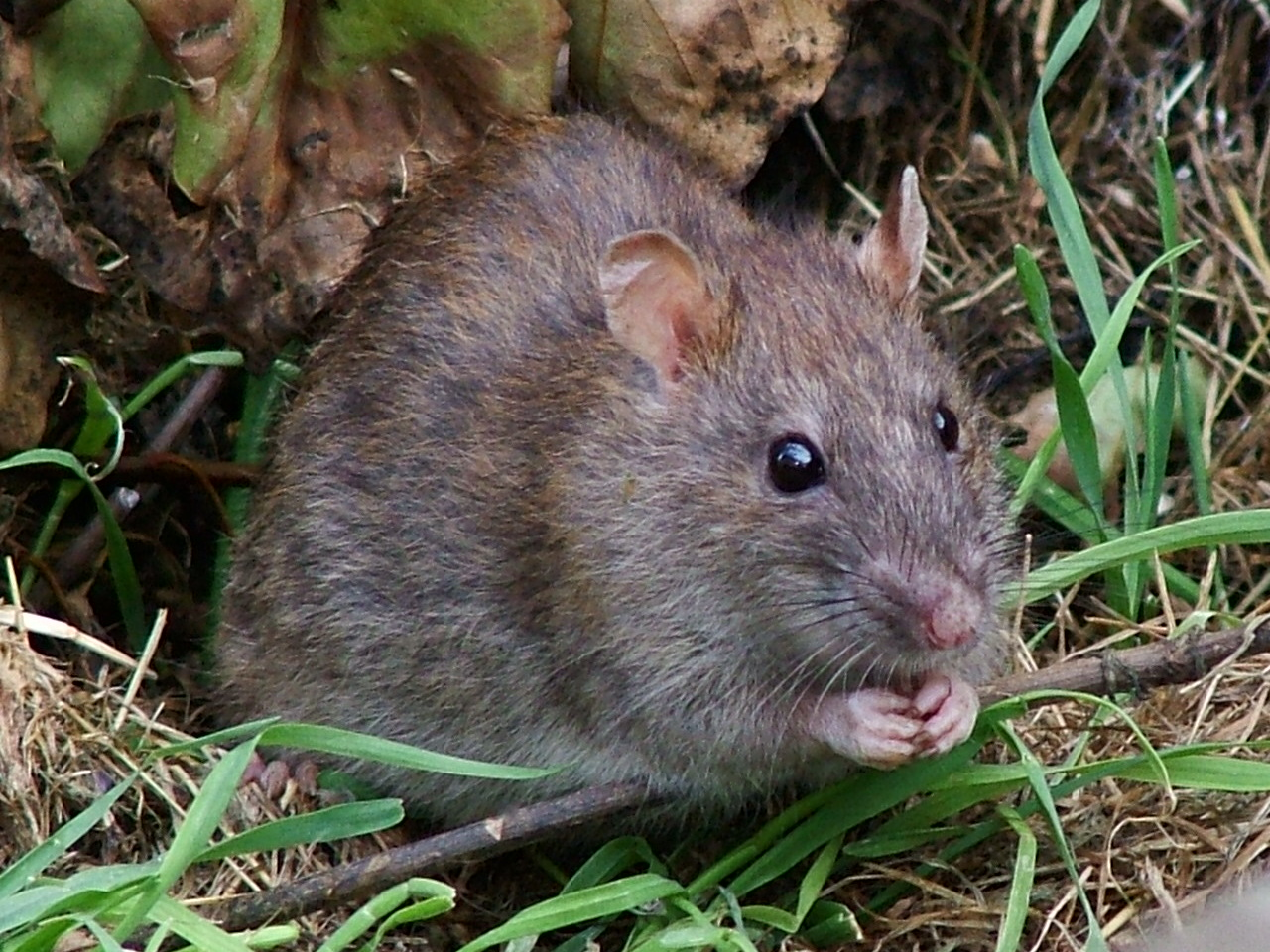
Un ratto durante il pasto.

Si tratta di animali tendenzialmente onnivori, che tuttavia preferiscono nutrirsi di carne quando se ne presenti l'occasione: gli esemplari che vivono in aree urbane si nutrono principalmente di scarti, mangiando praticamente tutto ciò che di commestibile riescono a reperire: possono nutrirsi senza conseguenze nefaste per l'organismo anche di cuoio e di sapone. Uno studio del 1964 portò in evidenza il fatto che i cibi preferiti dai ratti erano le uova strapazzate, la pasta al formaggio e il mais tostato, mentre i meno graditi erano pesche, barbabietole e sedano crudi.

In natura, la specie tende a nutrirsi in massima parte di cereali, anche se vi è una variazione di dieta a seconda della popolazione presa in considerazione: i ratti che vivono in aree fluviali o vicine al mare, ad esempio, possono cacciare il pesce o i molluschi catturandoli con le zampe anteriori, mentre quelli di aree povere di cibo di origine vegetale possono ripiegare sugli uccelli e i loro nidiacei. Il fatto che delle determinate popolazioni pratichino da generazioni la stessa attività la dice lunga sul ruolo fondamentale che ha l'apprendimento dagli adulti da parte dei giovani in questa specie. I ratti possono inoltre uccidere tutta una serie di piccoli animali (lucertole, topi, pulcini etc.), per poi stiparli nelle proprie tane e nutrirsene in seguito: in alcuni casi, gruppi di ratti grigi hanno addirittura aggredito dei bambini.

### Riproduzione

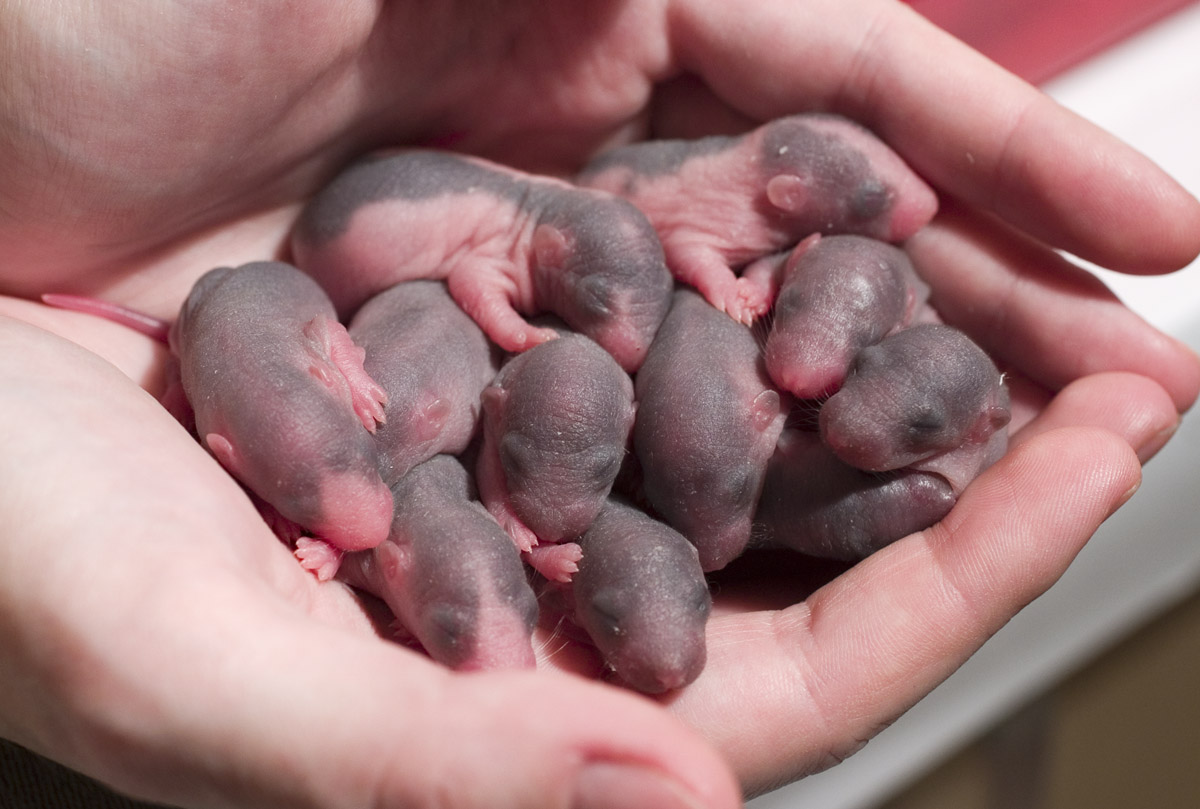
Una nidiata di piccoli ratti grigi.

In condizioni favorevoli, i ratti grigi possono riprodursi durante tutto l'arco dell'anno, arrivando in media a dare sette nidiate l'anno per ciascuna femmina: alle alte latitudini o nelle aree montane, durante i mesi più freddi il ritmo riproduttivo viene rallentato, anche se mai fermato del tutto. La femmina ha un estro che dura circa sei ore e durante il quale essa si accoppia promiscuamente coi maschi, arrivando a un totale di 500 rapporti sessuali.

La gestazione dura fino a 24 giorni, al termine dei quali vengono dati alla luce da tre a quindici cuccioli del peso di 6 g ciascuno, ciechi, sordi e nudi: essi sono tuttavia in grado di emettere ultrasuoni per sollecitare la madre a stare attenta nel muoversi o a dar loro la poppata. Spesso numerose femmine partoriscono in un'unica camera, per poi allattare indistintamente tutti i piccoli che chiederanno la poppata, a prescindere se siano o meno figli loro: in ogni caso, pare che il tempo e le energie che ciascuna femmina spende per la cucciolata siano inversamente proporzionali alla consistenza numerica della cucciolata stessa. Circa 18 ore dopo la nascita della nidiata, la femmina è di nuovo ricettiva e può venire nuovamente ingravidata. I cuccioli aprono gli occhi attorno alle due settimane di vita, mentre attorno al mese essi vengono svezzati e una settimana dopo lo svezzamento possono dirsi del tutto indipendenti dalla madre: i maschi divengono sessualmente maturi attorno ai tre mesi di vita, mentre le femmine attorno ai quattro. Raramente, tuttavia, i maschi riescono ad accoppiarsi subito, in quanto ancora di piccole dimensioni e quindi surclassati dai vecchi maschi di maggiori dimensioni nella competizione per l'accoppiamento.
La vita media di R. norvegicus in natura è di due anni, mentre in cattività esso raggiunge fino ai quattro anni di vita.

## I ratti e l'uomo

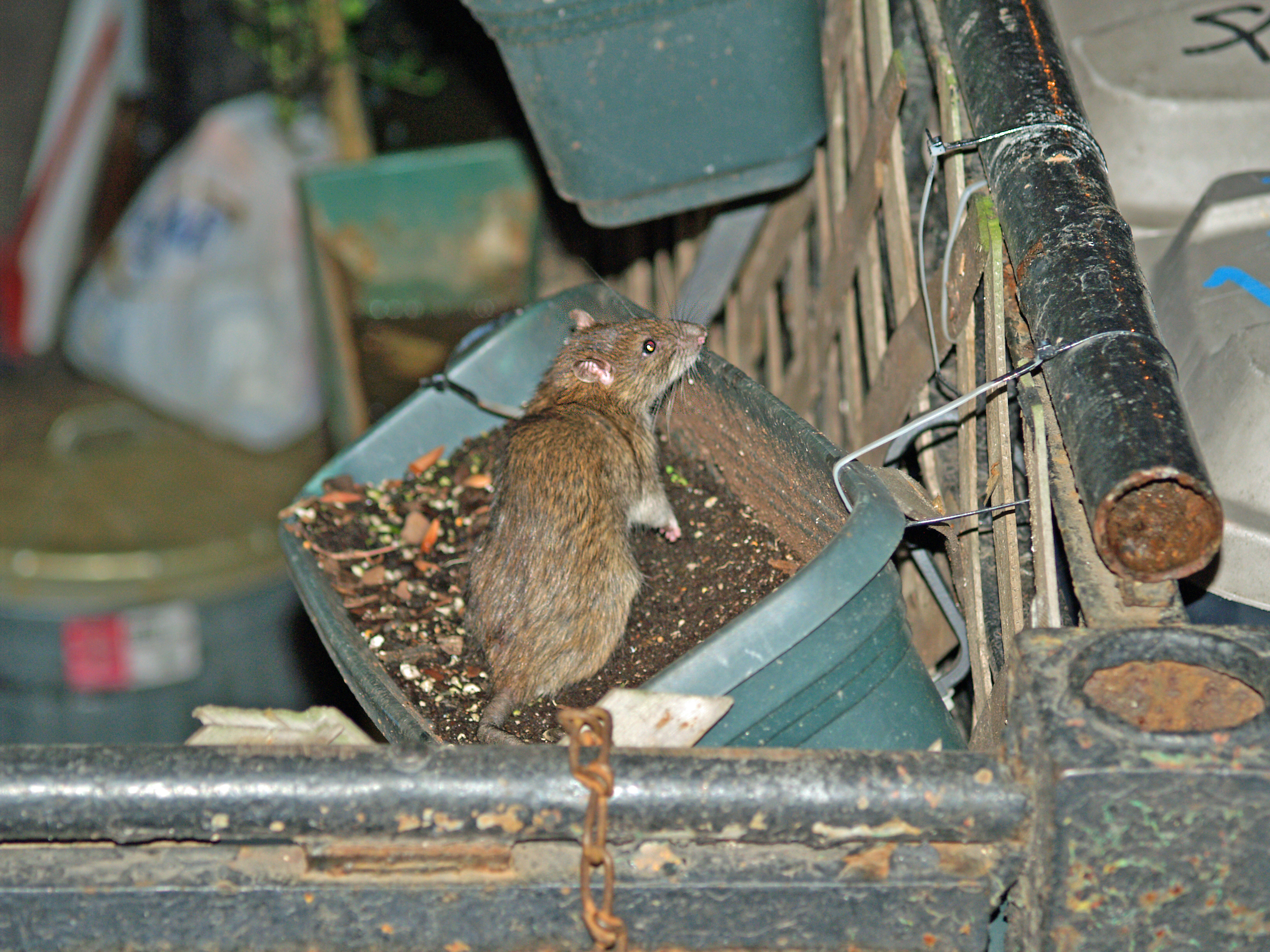
Un ratto in un vaso da fiori a New York: la presenza del ratto si accompagna a quella umana sin dal Medioevo.

Originario della Manciuria, durante il Medioevo il ratto cominciò a diffondersi anche in Europa, al seguito dei viaggiatori che per primi commerciavano coi popoli orientali.
La presenza del ratto grigio in Europa è databile al 1553, in base a quanto si può vedere nel libro Historiae animalium dello svizzero Conrad Gesner: il disegno contenuto nel libro potrebbe essere riferito anche al piuttosto simile ratto nero, tuttavia Gesner parla di un'alta percentuale di individui albini nelle popolazioni selvatiche dell'animale illustrato, il che si accorderebbe maggiormente a quanto riscontrabile nei ratti grigi.

Nel 1730 il ratto grigio sbarcava in Inghilterra, cinque anni dopo era in Francia, altri cinque anni dopo era in Germania e in Nord America, mentre la Spagna venne invasa solo nel 1800: il vero boom della popolazione europea di ratti grigi si ebbe solo con la Rivoluzione Industriale, quando le condizioni igienico-sanitarie disastrose delle aree povere (i cosiddetti slum) rappresentarono per i ratti un ambiente ideale per diffondersi.
Attualmente, il ratto grigio è il secondo mammifero di maggior successo al mondo, dopo l'uomo: si ritiene che nelle grandi città, come New York o Londra, vi siano più ratti che abitanti umani.

### Il ratto come animale da compagnia
I ratti da compagnia o ratti domestici (detti anche fancy rat secondo una denominazione inglese largamente diffusa anche nella letteratura in lingua italiana) sono ratti norvegesi allevati e venduti come animali da compagnia. I ratti da compagnia presentano, rispetto ai loro simili selvatici, numerose differenze fisiche e comportamentali, ascrivibili sia a influssi ambientali che agli effetti della riproduzione selettiva negli allevamenti.
La pratica di tenere ratti come animali da compagnia ebbe origine nel Regno Unito nella prima metà dell'Ottocento (la celebre scrittrice e illustratrice inglese Beatrix Potter, per esempio, possedeva un ratto bianco), ma si è diffusa in modo significativo solo a partire dagli ultimi decenni del Novecento. Oggi i ratti sono usati come animali da compagnia in gran parte del mondo, nonostante qualche resistenza culturale (legata soprattutto all'idea che siano portatori di malattie trasmissibili all'uomo) e, in alcuni casi, espliciti divieti legislativi.